# Llista d'alcaldes de Castellterçol
Llista d'alcaldes de Castellterçol:
- Esteve Prat de la Riba i Magarins (? - ?)
- Antoni Oller i Sarrà (1900 - 1906)
- Prudenci Bros i Reguant (1906 - 1910)
- Miquel Ribé i Picas (1910 - 1914)
- Francesc Sala i Molas (1914 - 1915)
- Josep Cuspinera i Santesmases (1916 - 1923)
- Antoni Rovira i Sagués (1923 - 1924)
- Josep Cadevila i Rodés (1924 - 1929)

| Núm. | Retrat | Alcalde                    | Inici mandat         | Fi mandat              | Partit polític | Partit polític                              |
| ---- | ------ | -------------------------- | -------------------- | ---------------------- | -------------- | ------------------------------------------- |
|      |        | Albert Ribó i Prats        | 23 d'abril de 1929   | 25 de maig de 1933     |                |                                             |
|      |        | Josep Riera i Alberch      | 1 de febrer de 1934  | 27 de juliol de 1936   |                |                                             |
|      |        | Francesc Prunera i Prunera | 27 de juliol de 1936 | 16 d'octubre de 1936   |                | Esquerra Republicana de Catalunya           |
|      |        | Isidre Vallmitjana i Mora  | 16 d'octubre de 1936 | 13 de setembre de 1938 |                |                                             |
|      |        | Albert Ribó i Prats        | 5 de febrer de 1939  | 23 de gener de 1940    |                | Dictadura Franquista                        |
|      |        | Prudenci Ribó i Bros       | 23 de gener de 1940  | 22 de juliol de 1958   |                | Dictadura Franquista                        |
|      |        | Lluís Rius i Parera        | 22 de juliol de 1958 | 18 de desembre de 1968 |                | Dictadura Franquista                        |
|      |        | Albert Ribó i Prats        | 8 de gener de 1969   | 19 d'abril de 1979     |                | Dictadura Franquista                        |
|      |        | Salvador Roca i Vives      | 19 d'abril de 1979   | 9 de juny de 1987      |                | Convergència i Unió                         |
|      |        | Lluís Montañà i Bosch      | 30 de juny de 1987   | 25 de maig de 1991     |                | Castellterçol Alternativa Local             |
|      |        | Manel Vila i Valls         | 15 de juny de 1991   | 21 de maig de 2011     |                | Convergència i Unió                         |
|      |        | Vicenç Sànchez i Soler     | 11 de juny de 2011   | 2 de juny de 2012      |                | Alternativa Independentista                 |
|      |        | M. Carme Tantiñà i Forcada | 2 de juny de 2012    | 13 de juny de 2015     |                | Partit dels Progressistes per Castellterçol |
|      |        | Isaac Burgos               | 13 de juny de 2015   | En el càrrec           |                | Castell en Positiu                          |